# Åkragöl
Åkragöl är en sjö i Uppvidinge kommun i Småland och ingår i Alsteråns huvudavrinningsområde. Sjöns area är 0,047 kvadratkilometer och den befinner sig 225 meter över havet.